# Ронкаљија Ентро (Бергамо)
Ронкаљија Ентро је насеље у Италији у округу Бергамо, региону Ломбардија.
Према процени из 2011. у насељу је живело 216 становника. Насеље се налази на надморској висини од 416 м.